# Aeroportul Regional Dodge City
Aeroportul Regional Dodge City (IATA: DDC, ICAO: KDDC, FAA LID: DDC) este un aeroport din Kansas, Statele Unite ale Americii ce deservește zona Dodge City⁠(d). Aeroportul a fost tranzitat în 2019 de 9.896 de pasageri. A fost numit după zona deservită.
Situat la o altitudine de 791 m, aeroportul dispune de 2 piste.

## Infrastructură

### Piste
Aeroportul dispune de 2 piste. Pista 02/20 are suprafața de asfalt și dimensiunile 4.649 picioare × 100 picioare. Pista 14/32 are suprafața de asfalt și dimensiunile 6.899 picioare × 100 picioare. 